# Rachel Cawthorn
Rachel Cawthorn (Guildford, 3 de noviembre de 1988) es una deportista británica que compitió en piragüismo en la modalidad de aguas tranquilas. Ganó dos medallas de bronce en el Campeonato Mundial de Piragüismo de 2010, en los años 2010 y 2017, y cinco medallas en el Campeonato Europeo de Piragüismo entre los años 2009 y 2017.

## Palmarés internacional
| Campeonato Mundial | Campeonato Mundial       | Campeonato Mundial | Campeonato Mundial |
| Año                | Lugar                    | Medalla            | Competición        |
| ------------------ | ------------------------ | ------------------ | ------------------ |
| 2010               | Poznań (Polonia)         | Medalla de bronce  | K1 500 m           |
| 2017               | Račice (República Checa) | Medalla de bronce  | K1 1000 m          |
| Campeonato Europeo |                          |                    |                    |
| Año                | Lugar                    | Medalla            | Competición        |
| 2009               | Brandeburgo (Alemania)   | Medalla de bronce  | K1 500 m           |
| 2009               | Brandeburgo (Alemania)   | Medalla de bronce  | K4 200 m           |
| 2010               | Corvera (España)         | Medalla de oro     | K1 1000 m          |
| 2010               | Corvera (España)         | Medalla de bronce  | K1 500 m           |
| 2017               | Plovdiv (Bulgaria)       | Medalla de bronce  | K1 1000 m          |